# 鸡蛋饼
鸡蛋饼，又名葱花鸡蛋饼，是中国北方一种传统家庭食品，具有制作方便、随意，色、香、味俱全，家庭氛围浓郁的特点。在中国一些餐馆和小吃店也出售。雞蛋餅既可以直接食用，也可以包裹油條、香腸、蔥花并加辣醬等調料食用。將加入鸡蛋、盐、蔥花、水的麵糊煎至两面金黄色即可。
口感润滑，细嫩，营养丰富，是早餐的最佳食品，不上火，它有薄薄卷式的，也有圆圆式的，可以自行在里面添加想要的食材。